# 女娲补天 (动画片)
女娲补天，是上海美术电影制片厂于1985年出品的一部水墨動畫電影短片。该片根据中国上古神话传说改编而成，描述了女娲为拯救人类舍身补天的故事。

## 剧情简介
上古时代，女娲端坐水边，空旷的原野使她感到非常孤独，于是女娲用泥巴照着水中自己的倒影捏土为人，泥人做好后立刻有了生命，并且繁衍生息，在女娲的守护下过着幸福快乐的生活。某日，火神祝融和水神共工大打出手，各不相让。两人打得天昏地暗，最后水火交加，同归于尽。两人的争斗将天撞破了一个大窟窿，顿时天河之水倾泻而下地面的小人被洪水卷走......

## 职员表
- 导演：钱运达
- 编剧：钱运达、凌纾
- 美术设计：胡永凯
- 作曲：金复载
- 摄影：吴华荣
- 动画设计：王进、沈加清、陈玉清、彭戈
- 绘景：叶歌
- 录音：詹磊
- 剪辑：李开基
- 拟音：张元浩
- 制片：刘桂美
- 演奏：上影乐团
- 指挥：王永吉

注：以上来自影片片头

## 荣誉
该片于1985年在日本第一届广岛国际动画影展放映时，受到世界动漫同行家们的好评，并于1986年获法国圣罗马国际儿童电影节特别奖。